# Категории трудности пещер
Категории трудности пещер — категории, присваиваемые пещерам в зависимости от трудности их прохождения.

## Типы пещер
Пещеры делятся на 3 типа: горизонтальные, вертикальные и комбинированные:
- Горизонтальные пещеры не требуют особых навыков и специального снаряжения для преодоления.
- Вертикальные пещеры в основном состоят из отвесных и наклонных ходов и требуют специальной подготовки.
- Комбинированные пещеры включают в себя вертикальные и горизонтальные участки.

## Категории трудности
Пещеры, для прохождения которых требуется специальное обучение и снаряжение (помимо каски и источника света), делятся на 9 категорий трудности: 1, 2А, 2Б, 3А, 3Б, 4А, 4Б, 5А, 5Б. Основным критерием для определения категории трудности пещеры являются количество препятствий, их сложность и время, необходимое для их преодоления.
- 1 категория — пещеры, для прохождения которых требуется минимальное количество вспомогательных средств. Глубина колодцев не более 40 метров. Колодцы, как правило, сухие и простые для прохождения. В горизонтальных пещерах должны иметься препятствия (узости, участки несложного скалолазания или обводнённые участки). Время прохождения — 2—8 часов. Общая глубина — 20—100 метров.
- 2А категория — колодцы могут быть обводнёнными, но без сильных водостоков. Горизонтальные пещеры могут иметь открытые сифоны. Время прохождения — 3—8 часов. Общая глубина — 40—180 метров.
- 2Б категория — аналогично категории 2А, но количество препятствий больше. Время прохождения — 6—16 часов. Общая глубина — 150—300 метров.
- 3А категория — колодцы могут быть сильно обводнены. В горизонтальных пещерах могут быть небольшие сифоны, требующие применения аппаратов автономного дыхания. Время прохождения — 12—48 часов. Общая глубина — 180—360 метров.
- 3Б категория — аналогично категории 3А, но количество препятствий больше. Время прохождения — 2—5 дней. Общая глубина — 320—550 метров.
- 4А категория — пещеры вертикального и смешанного типа, для их прохождения требуется установка промежуточного пункта питания и отдыха на маршруте или подземного лагеря. Могут быть участки сложного лазания, в том числе с применением штурмовых лесенок, шестов. Время прохождения — 4—8 дней. Общая глубина — 420—550 метров.
- 4Б категория — аналогично категории 4А, но количество препятствий больше. Время прохождения — 7—14 дней.
- 5А категория — множество всевозможных препятствий. Для прохождения требуется установка подземных лагерей. Время прохождения — 12—18 дней. Общая глубина — 800—1200 метров.
- 5Б категория — необходима установка нескольких подземных лагерей. Время прохождения — свыше 18-и дней. Общая глубина — свыше 1100 метров.

## Кадастр пещер
С 2018 года действует общероссийский кадастр пещер SpeleoAtlas.ru.